# 名古屋市立大学看護短期大学部
名古屋市立大学看護短期大学部（なごやしりつだいがくかんごたんきだいがくぶ、英語: Nagoya City University College of Nursing）は、愛知県名古屋市瑞穂区字川澄1に本部を置いていた日本の公立大学である。1988年に設置され、2002年に廃止された。大学の略称は看短。

## 概要

### 大学全体
- 愛知県名古屋市瑞穂区に所在した日本の公立短期大学で、設置主体は名古屋市[注 1]。
- 名古屋市立大学医学部に併設される形で1988年に1学科で入学定員100名体制で開学[注 2]。1991年度より専攻科1専攻科を設置。以後は、学科数及び入学定員に変更なし。
- 1998年度の入学生を最後に[注釈 2]、2002年に短期大学としての使命を終える[注釈 3]

### 教育および研究
- 名古屋市立大学看護短期大学部は学名通り看護教育に力をいれており、名古屋市立大学病院での臨床実習が取り入れられていた。

### 学風および特色
- 名古屋市立大学看護短期大学部は市立大学医学部に併設されていた関係上、教員は医学部との兼任者が多いものとなっていた。
- 学生は女子のみとなっていた。

## 沿革
- 1931年
  - 7月13日 2年制の名古屋市民病院附属看護婦養成所が開設される[注釈 4]。
- 1936年
  - 3年制となる[注釈 4]。
- 1949年
  - 名古屋女子医科大学附属高等厚生女学校を設立[注釈 4]。
- 1957年
  - 9月1日 高等厚生女学校を名古屋市立大学看護学校に改組[13]。
- 1966年
  - 看護学校を瑞穂区瑞穂通から瑞穂区瑞穂町川澄に移転。
- 1968年
  - 名古屋市立看護専門学校が開校。
- 1987年
  - 12月23日 左記を以て文部省[注 3]より短期大学の設置が認可される[注釈 5]。
  - 4月1日 名古屋市立大学看護短期大学部が以下の学科体制にて開学[注釈 5]。
    - 看護学科 入学定員100名[注 4]

  - 5月1日 学生数[17]/定員
    - 看護学科 100[注釈 6]/100
- 1989年
  - 5月1日 学生数[18]/定員
    - 看護学科 200[注釈 6]/200
- 1990年
  - 5月1日 学生数[19]/定員
    - 看護学科 295[注釈 6]/300
- 1991年
  - 4月1日 専攻科の設置が認められ、以下の課程をおく[注 5]。
    - 助産学専攻 入学定員15名
- 1992年
  - 5月1日 学生数[注 6]/定員
    - 看護学科 289[注釈 6]/300
- 1994年
  - 4月1日 専攻科の助産学専攻が、学位授与機構に認定される。
- 1998年
  - 4月1日 この年度で短期大学としての学生募集を最終とする[注釈 2]。
  - 5月1日 学生数[24]/定員
    - 看護学科 303[注釈 6]/300
- 1999年
  - 5月1日 学生数[25]/定員
    - 看護学科 201[注釈 6]/200
- 2002年
  - 3月29日 左記をもって正式に廃止となる[注 7]。

## 基礎データ

### 所在地
- 愛知県名古屋市瑞穂区瑞穂町字川澄1[注釈 1]

### 象徴
- 名古屋市立大学看護短期大学部のカレッジマークは名古屋市立大学と同じものを使用。

## 教育および研究

### 組織

#### 学科
- 看護学科 入学定員100名[注 8]

#### 専攻科
- 助産学専攻 入学定員15名[注 9]

#### 別科
- なし

#### 取得資格について
- 看護師受験資格

### 研究
- 『名古屋市立大学看護短期大学部紀要』[32]

## 大学関係者と組織

### 大学関係者組織
- 名古屋市立大学看護短期大学部の同窓会は名古屋市立大学看護学部同窓会に属する。

### 大学関係者一覧
歴代学長
- 伊東信行

## 施設

### キャンパス
- 設備：名古屋市立大学川澄キャンパス内に短大の校舎があった。

## 対外関係

### 系列校
- 名古屋市立大学
- 名古屋市立女子短期大学
- 名古屋市立保育短期大学

## 卒業後の進路について

### 就職について
- 名古屋市立大学病院ほか看護職として就職する人が大半となっていた。

### 編入学・進学実績
- 富山医科薬科大学ほか[33]

## 関連サイト
- 名古屋市立大学#沿革